# 辜汪會談
汪辜會談或辜汪會談，是1993年4月27日及1998年10月14日台海兩岸分别派出辜振甫（海峡交流基金会董事长）和汪道涵（海峡两岸关系协会会长）进行的两次会谈。第一次在新加坡，第二次在中國大陸上海市。

## 第一次
第一次汪辜會談或第一次辜汪會談，是指在1993年4月27日至4月29日期間，由台湾方面的海峽交流基金會（即「海基會」）董事長辜振甫，與中国大陆方面的海峡两岸關係協會（即「海協會」）會長汪道涵於新加坡共和國所舉行的會談。辜汪會談也是海峽兩岸自1949年分治以來，民間代表在獲得官方授權下的首度正式接觸。

### 背景
1990年4月，台灣學者南懷瑾的弟子張尚德訪問華東師範大學哲學系，並尋求與上海市主要領導會面的機會。1990年4月26日，張尚德在華僑飯店與汪道涵及華東師範大學教授馮契進行了一個半小時的會談。這次上海會面之後，兩岸加快了民間交往的步伐。1990年11月21日，台湾方面成立了“財團法人海峽交流基金會”（簡稱海基會），並於1991年3月9日正式掛牌工作。1991年12月16日，中国大陆社會團體法人性質的民間團體“海峽兩岸關係協會”（簡稱海協會）在北京市成立，汪道涵被選為海協會首任會長。
1992年10月26日至10月30日，代表行政院大陸委員會的台灣民間團體「海峽交流基金會」（以下簡稱「海基會」）在香港和代表中共中央台灣工作辦公室的中國大陸民間團體「海峽兩岸關係協會」（以下簡稱「海協會」）針對兩岸「文書驗證」及「掛號函件」事宜進行的第二次工作性商談。它是為了準備1993年而先期舉行的事務性協商。

### 过程
1992年，當時的海協會致函邀請辜振甫訪問中国大陆，海基會回覆表示有意願。雙方在經過多次預備性磋商後，將會談定位為民間性、事務性、經濟性與功能性。后在时任新加坡共和國國務資政李光耀的斡旋下與當時訪問新加坡的中華人民共和國主席楊尚昆達成協議，定于新加坡共和國举行。
經過連續三天密集協商，雙方在1993年4月29日上午簽署《兩岸公證書查證協議》、《兩岸掛號函件查詢補償事宜協議》、《兩會聯繫與會談制度協議》及《辜汪會談共同協議》等四項事務性協議；而兩岸由當局授權的談判機制，象徵兩岸關係的解冻和發展，引起國際社會矚目、华人世界欢迎。

### 影响
1993年4月，民主進步黨組織「民進黨國會反對國共統一會談宣達團」，民主進步黨主席施明德擔任總領隊，林奎佑（魚夫）擔任幕僚長，率領黨內十多名公職人員抗議，表達民主進步黨反對中國國民黨與中國共產黨「片面和談」的立場。但民主進步黨立法院黨團與中央黨部的意見與作法不一致，民主進步黨立法院黨團幹事長陳水扁說：「民進黨對中國事務沒有經驗的累積及了解，這是非常危險的。今天如果民進黨可以派談判代表去和中共談判，或者有一天民進黨執政必須要面對兩岸談判，民進黨誰能代表去談？反過來說，民進黨的人才又在哪裡？」民主進步黨副秘書長邱義仁則說，由民主進步黨宣達團到新加坡，可以暴露出一點：民主進步黨連辜汪會談的重點在哪裡都不知道，因此所能做的就有限；雖然宣達團的結果是肯定的，但也顯出民主進步黨的不足。邱義仁說，民主進步黨當初質疑邱進益去談判會有「政治性」什麼的，那是很荒謬的；他說，政治性談判的意味不容否認，但是兩岸發展至此，兩岸確實有必要有一個中介，這個中介就是海基會，民主進步黨可以接受這一點；但是在目前國內朝野沒有共識及國會監督尚未建立的情況下，辜汪會談雖有必要談、但絕不是現在談，可以暫緩，但不知道中國國民黨在急什麼；而就在中國國民黨急的情況下，民主進步黨也跟著急、跟著說要組觀察團。邱義仁說，民主進步黨未來面對兩岸政策時，必須虛心、坦然面對不足，才能拿出好的中國政策；必須培養人才、累積經驗，不能一再文過飾非、總是靠運氣；如此，大概半年後，民主進步黨對兩岸政策便可已有比較具體的成效。
1993年鄭智化的歌《大國民》，歌詞提到辜汪會談：「兩岸不通航，辜汪談一談；談判像談天，還是沒主張。」
1993年底，民主進步黨立法委員沈富雄在立法院提出《台灣與中國締約法草案》，但該草案未完成立法程序。

### 评价
1993年4月26日，台灣勞工陣線秘書長簡錫堦說：「民進黨對工運並不重視。尤其是勞工與資方對抗的若干重要抗爭，民進黨從未用其旗幟支持。民進黨是以中小企業利益為主的政黨；從辜汪會談來說，它受到的壓力也是來自資方……勞工政策方面，只站在台獨立場來反對引進中國勞工（以免台獨主張受大陸人海戰術影響），卻不反對外勞，因為有中小企業主的壓力。」
2008年11月4日，前民主進步黨立法委員郭正亮說，1993年辜汪會談，施明德率領民進黨十多名公職人員赴新加坡抗議，表達反對國共片面和談的立場，「當時是鄧小平南巡後一年，中國剛從89年民運鎮壓的國際反制中復甦，國民黨本土化也剛啟動；民進黨不管是代表台灣向國際社會發聲、或是代表台灣人民向民主逆流嗆聲，都有高度正當性」；但是15年後的2008年，「國內外形勢已經大不相同，不但中國已經躍為全球經濟新強權，國民黨也早已本土化，兩岸經貿正常化已經成為台灣無法迴避的課題……民進黨的訴求卻還停留在15年前」。
2014年2月14日，郭正亮說：「1993年辜汪會談，民進黨選擇赴新加坡抗議『國共片面和談』，證明判斷錯誤；後來執政八年，也只能概括繼承自己原本反對的兩會機制。」郭正亮批評，面對國共兩黨越堆越高的兩岸論述舞台，「民進黨至今或是反對到底、或是支吾其詞、或是視而不見，結果當然上不了檯面。」
2014年7月，美國約翰霍普金斯大學國際關係學院中國研究項目主任藍普頓接受中評社專訪時說，台海兩岸最高領導層建立制度化關係非常重要，關鍵問題仍在於兩岸領導人會面的頭銜和名義，他認為可以有些彈性；至於會面地點，如果接受第三地，1993年辜汪會談的新加坡就是一個非常有用、且得到廣泛認同的地點。
2015年1月15日，前民主進步黨立法委員林濁水說：「國共兩黨由於內戰，彼此有血海深仇；在這樣的背景下，面對北京國共和談的要求，蔣經國以三不──不接觸、不談判、不妥協──頂回去。但是民進黨在建黨之初，歷史經驗和國民黨不同，對中共沒有像國民黨一樣強烈的防衛心態，因此對三不並不以為然；所以參加老兵返鄉探親運動，終於逼得國民黨政府讓步。但是等到非典型性的國民黨李登輝當總統，要進行辜汪會談時，民進黨卻又因為自己長期被國民黨迫害的經驗，而唯恐被出賣，而由施明德帶頭到新加坡抵制。此後更因為北京對台灣主權的打壓，民進黨比國民黨反感，因此對北京產生強烈的防衛心理，很大一部分黨員甚至走到逢中必反的地步；這逢中必反的態度，就長期成為民眾對民進黨不滿意的最重要理由。」
2015年8月23日，淡江大學美洲研究所教授陳一新說：李登輝卸任總統以後，認為九二香港會談並無共識，並說九二共識是謊言與捏造的；但是九二共識是李登輝總統任內親自裁示的，否則不會有後來的辜汪會談。

## 第二次
由於中国大陆對李登輝就任總統後所推行的「務實外交」政策及其在1995年6月訪問美國康乃爾大學之行表示不滿，认为台方无谈判诚意，遂取消為第二次辜汪會談所做的準備；協商機制也因為1995年至1996年間由於台澎金马地区舉辦第一次總統直選，以及中華人民共和國針對台灣的導彈演習而中斷。兩岸關係因缺乏直接聯繫管道而不穩定。及至1998年10月間，辜振甫率團訪問中國大陸，才再次達成加強對話、恢復協商的共識。

## 第三次（未舉行）
此后不久，1999年李登輝發表特殊兩國論，致使两岸关系一度趋于紧张，第三次辜汪会谈未能如期在1999年举行。2000年民进党执政后依然堅持台獨黨綱、反中路線，两岸关系持续紧张，第三次辜汪会谈遂始终未能实现。2005年，辜振甫與汪道涵先後以87歲和90歲的高齡去世。